# Geelbandgrasmineermot
De geelbandgrasmineermot (Elachista subocellea) is een nachtvlinder uit de familie grasmineermotten (Elachistidae).
De spanwijdte van de vlinder bedraagt tussen de 8 tot 10 millimeter.
De soort komt voor in Europa. In België is de soort zeldzaam, in Nederland zeer zeldzaam.

## Waardplanten
De geelbandgrasmineermot gebruikt kortsteel als waardplant.